# Anepsion
Anepsion Strand, 1929 è un genere di ragni appartenente alla Famiglia Araneidae.

## Etimologia
Il nome deriva dal greco ἀνεψιός, anepsiòs, cioè congiunto, parente.

## Distribuzione
Le sedici specie oggi note di questo genere sono state rinvenute in Asia orientale, sudorientale e Oceania.

## Tassonomia
Il nome Anepsion fu scelto da Strand nel 1929 in sostituzione di Anepsia L. Koch, 1871 in quanto già precedentemente occupato da Anepsia Brunner von Wattenwyl, 1878, genere di ortotteri tettigonidi, che è stato a sua volta ridenominato in Orophus (Saussure, 1859), da cui deriva la precedenza.
A maggio 2011, si compone di 16 specie e una sottospecie:
- Anepsion buchi Chrysanthus, 1969 — Nuova Guinea, Isole Salomone
- Anepsion depressum (Thorell, 1877) — Cina, da Myanmar a Celebes
  - Anepsion depressum birmanicum (Thorell, 1895) — Myanmar
- Anepsion fuscolimbatum (Simon, 1901) — Malaysia
- Anepsion hammeni Chrysanthus, 1969 — Nuova Guinea
- Anepsion jacobsoni Chrysanthus, 1961 — Indonesia
- Anepsion japonicum Yaginuma, 1962 — Cina, Giappone
- Anepsion maculatum (Thorell, 1897) — Myanmar
- Anepsion maritatum (O. P.-Cambridge, 1877) — Sri Lanka, dalla Cina a Celebes
- Anepsion peltoides (Thorell, 1878) — Australia, Nuova Guinea, Arcipelago delle Bismarck
- Anepsion reimoseri Chrysanthus, 1961 — Nuova Guinea
- Anepsion rhomboides (L. Koch, 1867)[3] — Isole Samoa
- Anepsion roeweri Chrysanthus, 1961 — Taiwan, Filippine, Isole Riau (Indonesia)
- Anepsion semialbum (Simon, 1880) — Nuova Caledonia
- Anepsion villosum (Thorell, 1877) — Celebes
- Anepsion wichmanni (Kulczyński, 1911) — Nuova Guinea
- Anepsion wolffi Chrysanthus, 1969 — Isole Salomone